# Capità Dent de Sabre i el tresor de Lama Rama

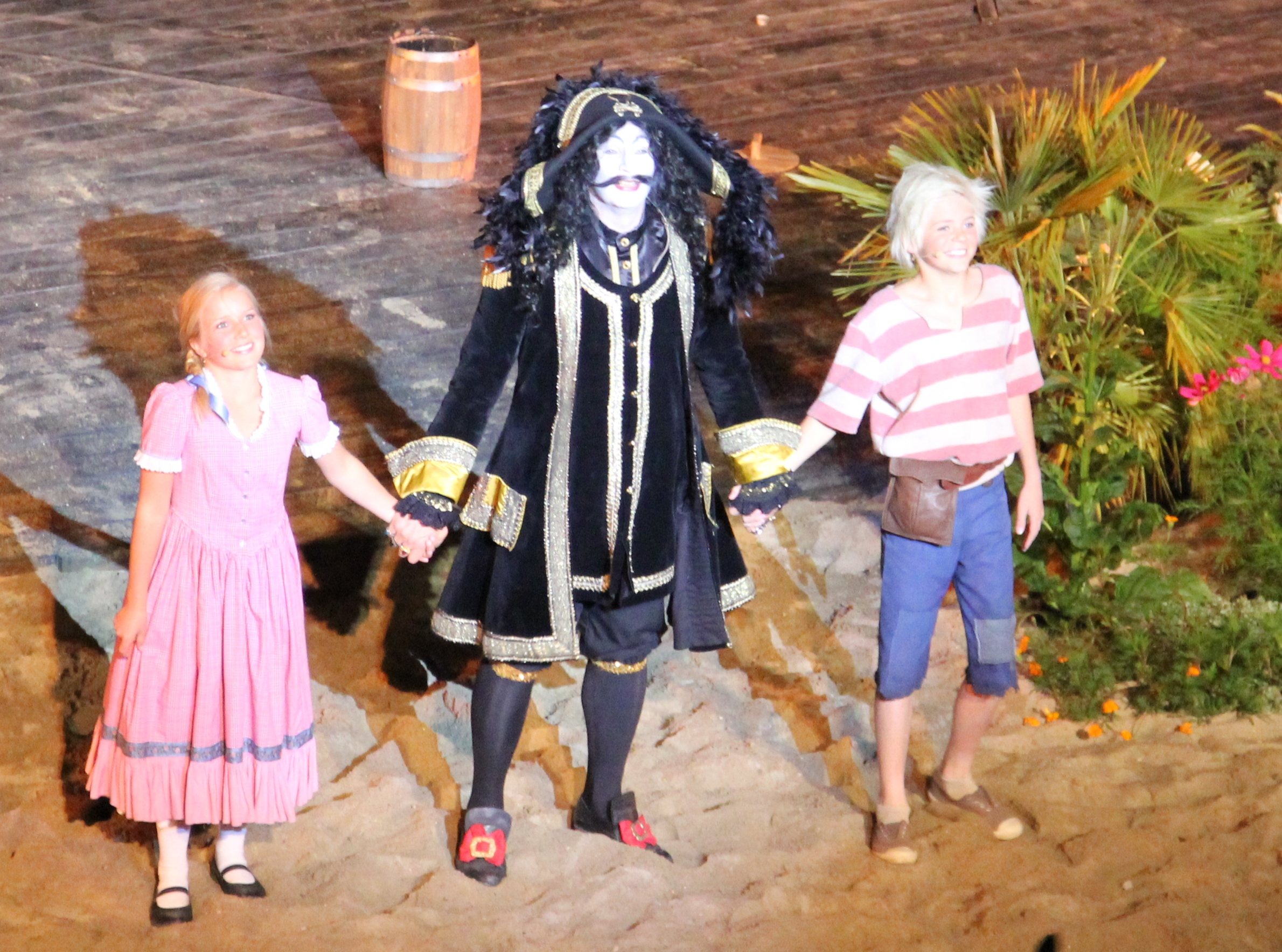
Terje Formoe com el capità Dent de Sabre, el 2010.

Capità Dent de Sabre i el tresor de Lama Rama (títol original noruec: Kaptein Sabeltann og skatten i Lama Rama) és una pel·lícula infantil noruega de 2014 dirigida per John Andreas Andersen. Es tracta del primer llargmetratge de la franquícia del capità Dent de Sabre que no és dirigit per Terje Formoe. S'ha doblat al català.
La pel·lícula està basada en la sèrie de llibres infantils Kaptein Sabeltann del professor i músic noruec Terje Formoe. Amb la figura del capità pirata, Formoe va crear un dels personatges de llibres infantils més populars d'Escandinàvia. Des de llavors i fins al 2014, la franquícia del capità Dent de Sabre havia produït llibres, obres de teatre, jocs per a ordinador, una sèrie de televisió, una pel·lícula d'animació (2003) i el seu propi parc d'atracció. Aquesta pel·lícula és el primer intent de fer arribar el personatge al cinema a fora d'Escandinàvia. Va arribar als cinemes l'abril de 2014 i va ser vista per més de 100.000 espectadors en la primera setmana.